# Museo Marítimo, Fluvial y Portuario de Ruan
El Museo marítimo, fluvial y portuario de Ruan es sobre la navegación marítima y la historia del puerto de Ruan, que es uno de los más grandes del país. Abría en 1999, durante la Armada.

## El museo
Los temas más destacados del museo son :
- La historia del puerto con muchas fotografías, con un espacio de exposición sobre las destrucciones causadas por la Segunda Guerra Mundial
- Las instalaciones del puerto y los trabajos sobre el Sena para permitir recibir naves marítimas
- Las grandes embarcaciones a vela de Ruan, con un espacio sobre los barcos de vela que iban a Nueva Caledonia para cargar níquel
- La marina mercante, con muchos modelos de barcos que amarraban con frecuencia al lado del hangar donde está el museo
- La navegación interior (ver la presentación de la chalana Pompon Rouge)
- La construcción naval
- La historia de los submarinos, con una reproducción del interior del Nautilus de Robert Fulton

Entre las obras expuestas, hay motores de chalana y de trainera, una campana de bruma que se situaba en la desembocadura de la Risle, un buzo y la reproducción del camarote de radio de una nave de los años 60.
Un esqueleto de ballena (prestado por el museum d'histoire naturelle de Rouen) se encuentra expuesto en el medio del museo. Es un balaenoptera physalus que tenía siete años cuando murió por embarracamiento.
Una chalana de 38 m con el nombre de Pompon Rouge puede ser visitado en el patio del museo. Su bodega fue acondicionada para recibir una exposición permanente sobre la navegación interior con especialmente una maqueta de esclusa.
Además de estas, hay muchas exposiciones sobre los temas más diversos, como el puente transbordador de Ruan o los vikingos.

## Galería de imágenes

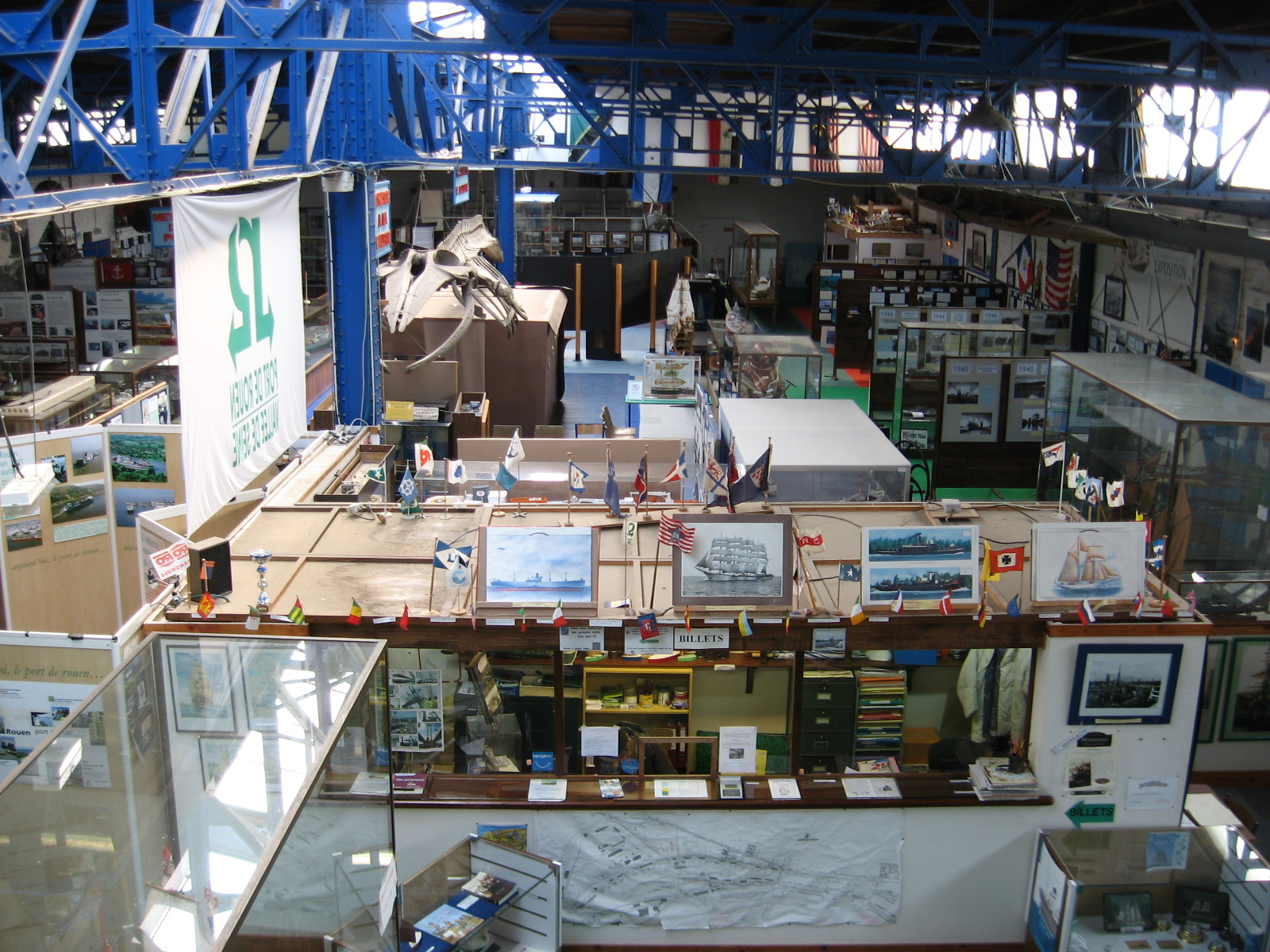
Vista general del museo
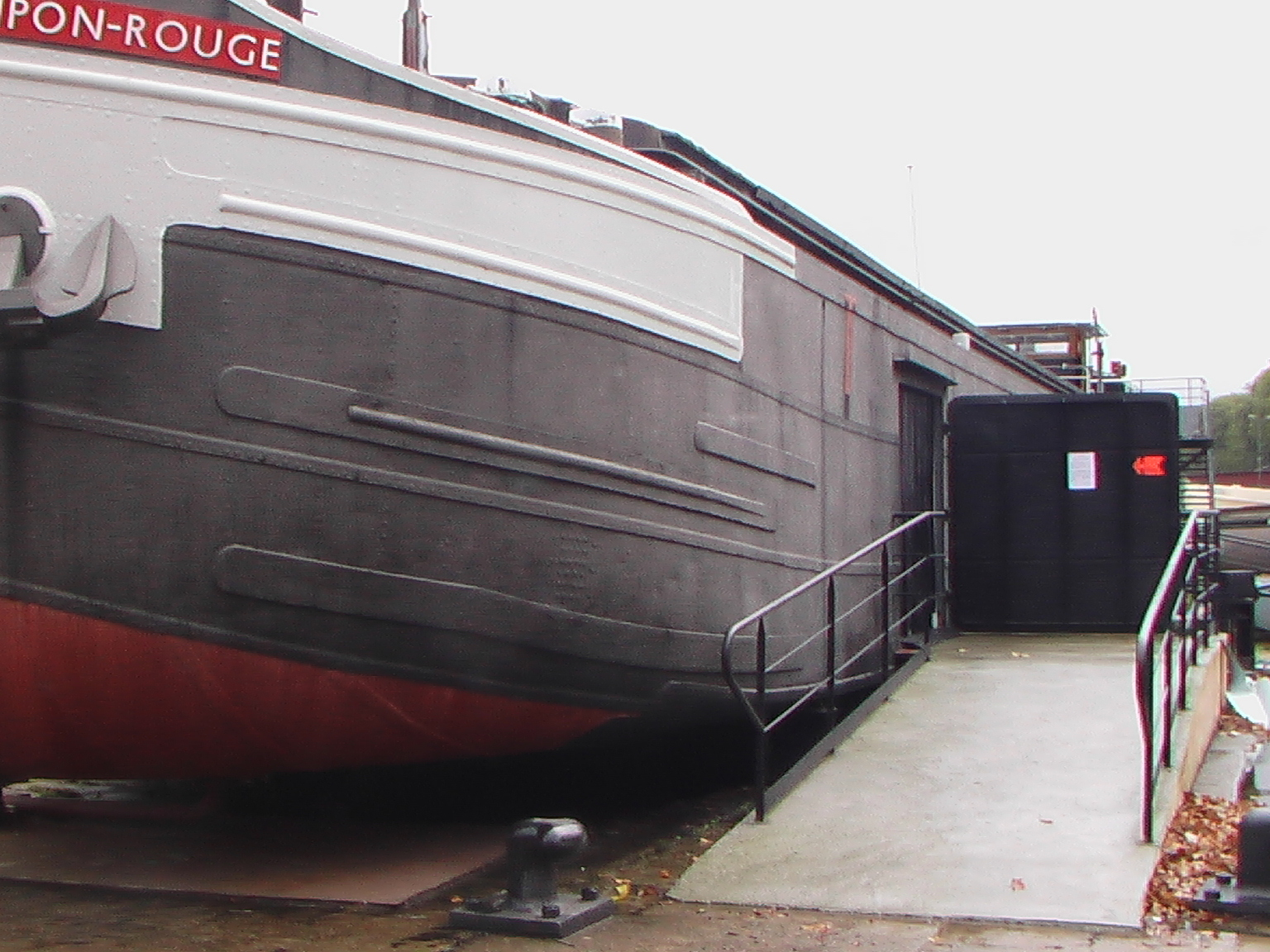
La chalana Pompon Rouge, transformada en espacio de exposición, una puerta fue añadida en el lado
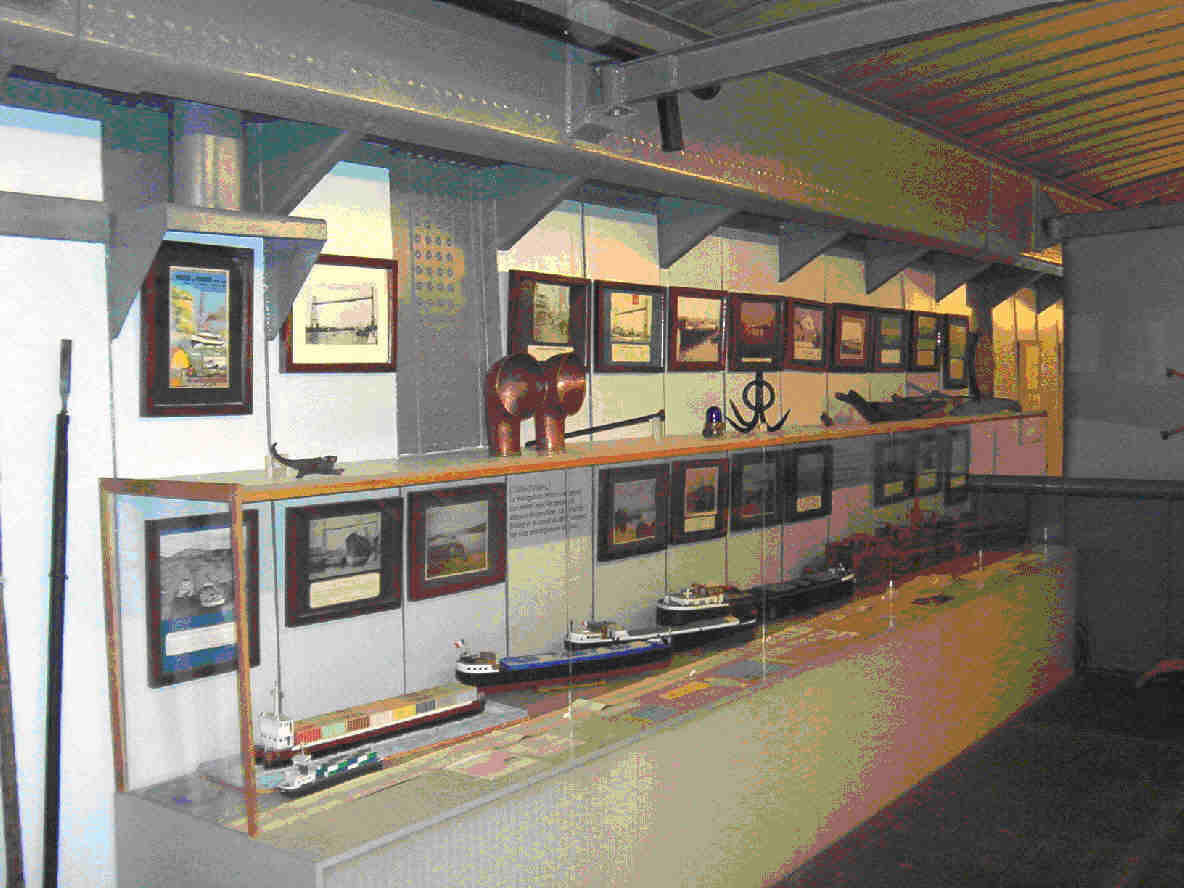
Bodega de la chalana, con el espacio de exposición permanente sobre la navegación interior
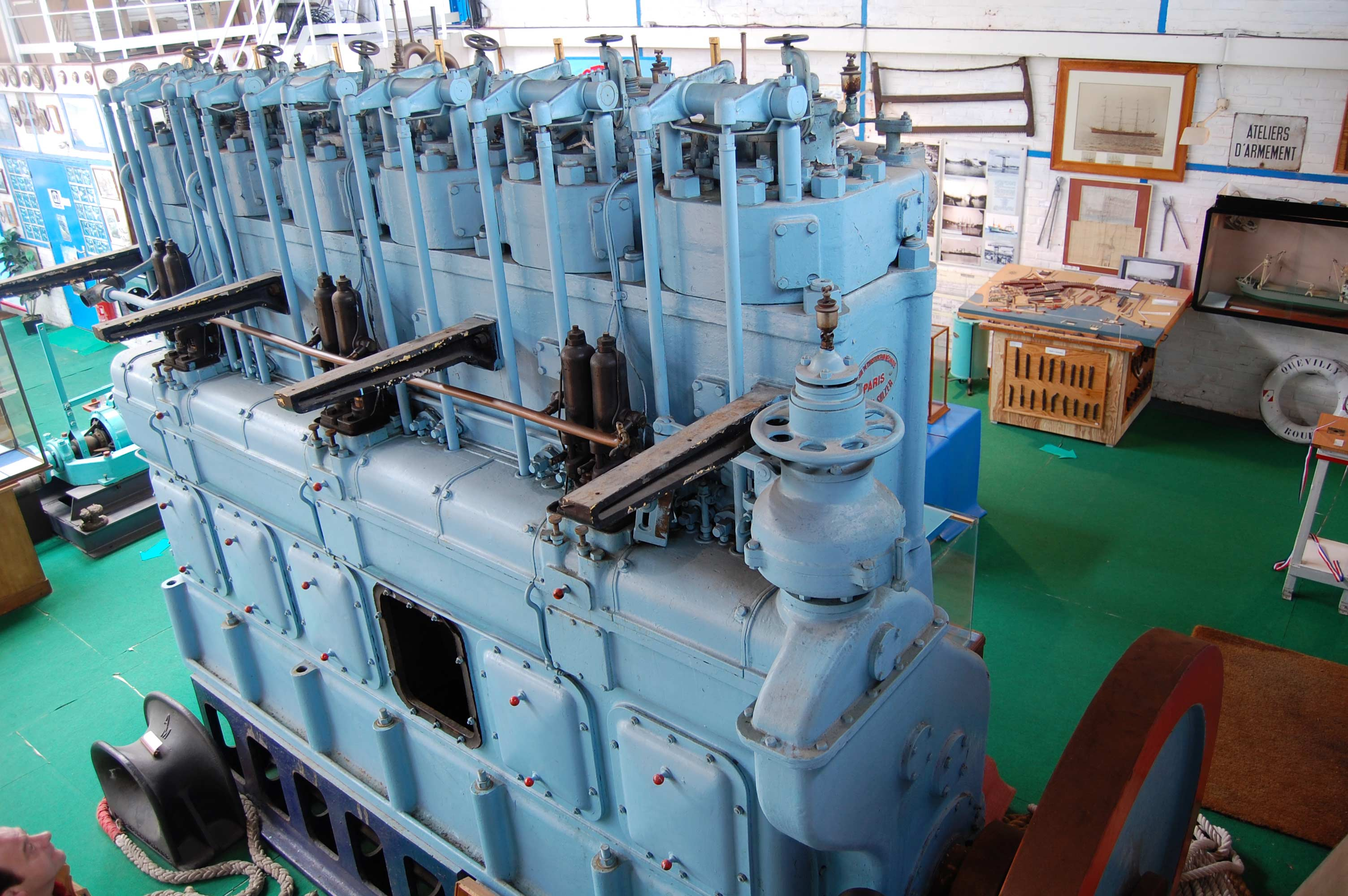
Motor Sulzer de 400 cv y 28 tonnas para un barco de pesca(1937)
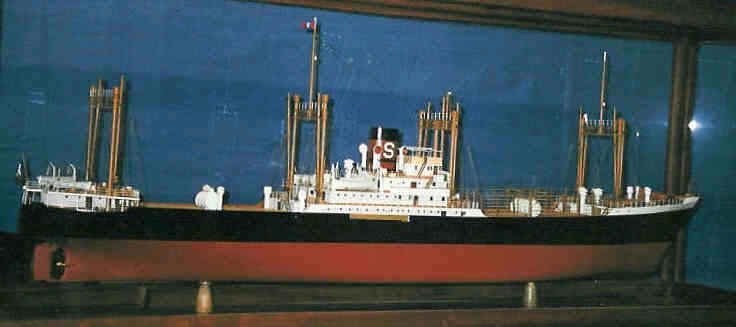
Maqueta de la Marie-Louise Schiaffino, una nave qué acostaba regularmente delante el antiguo hangar 13
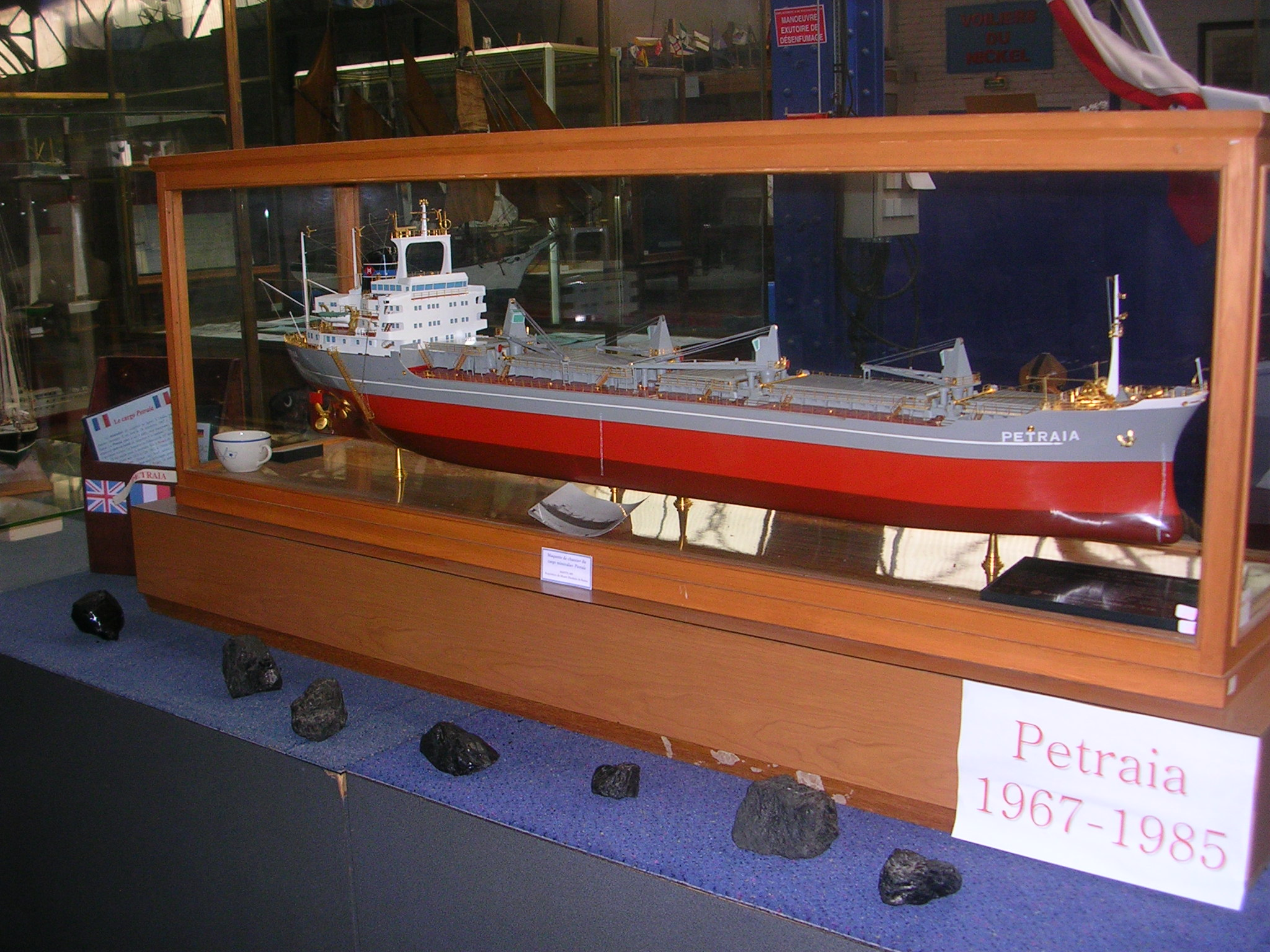
Maqueta de la Petraia, una nave qué acostaba regularmente al lado del antiguo hangar 13
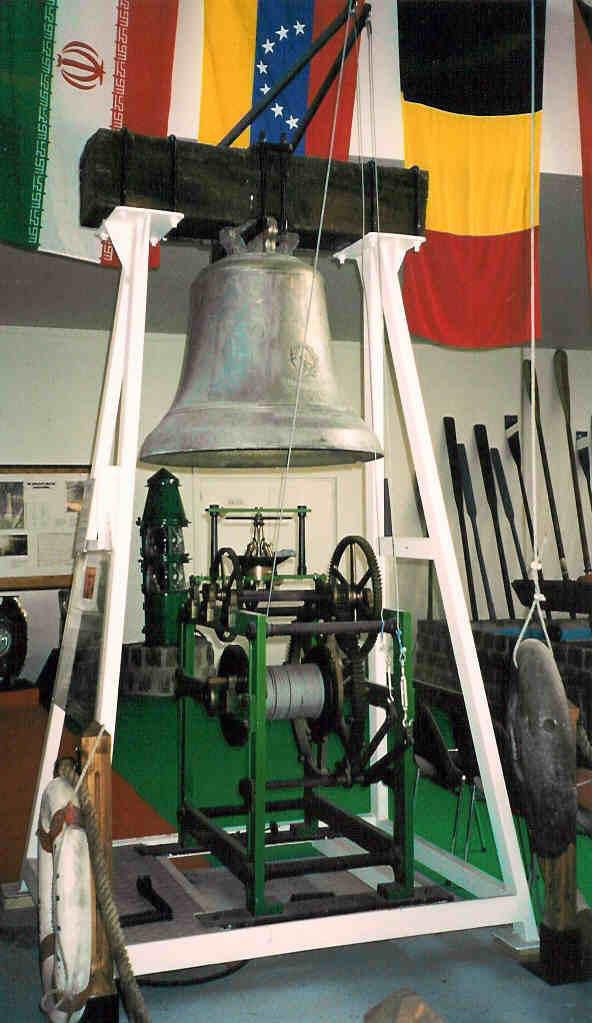
Campana de bruma
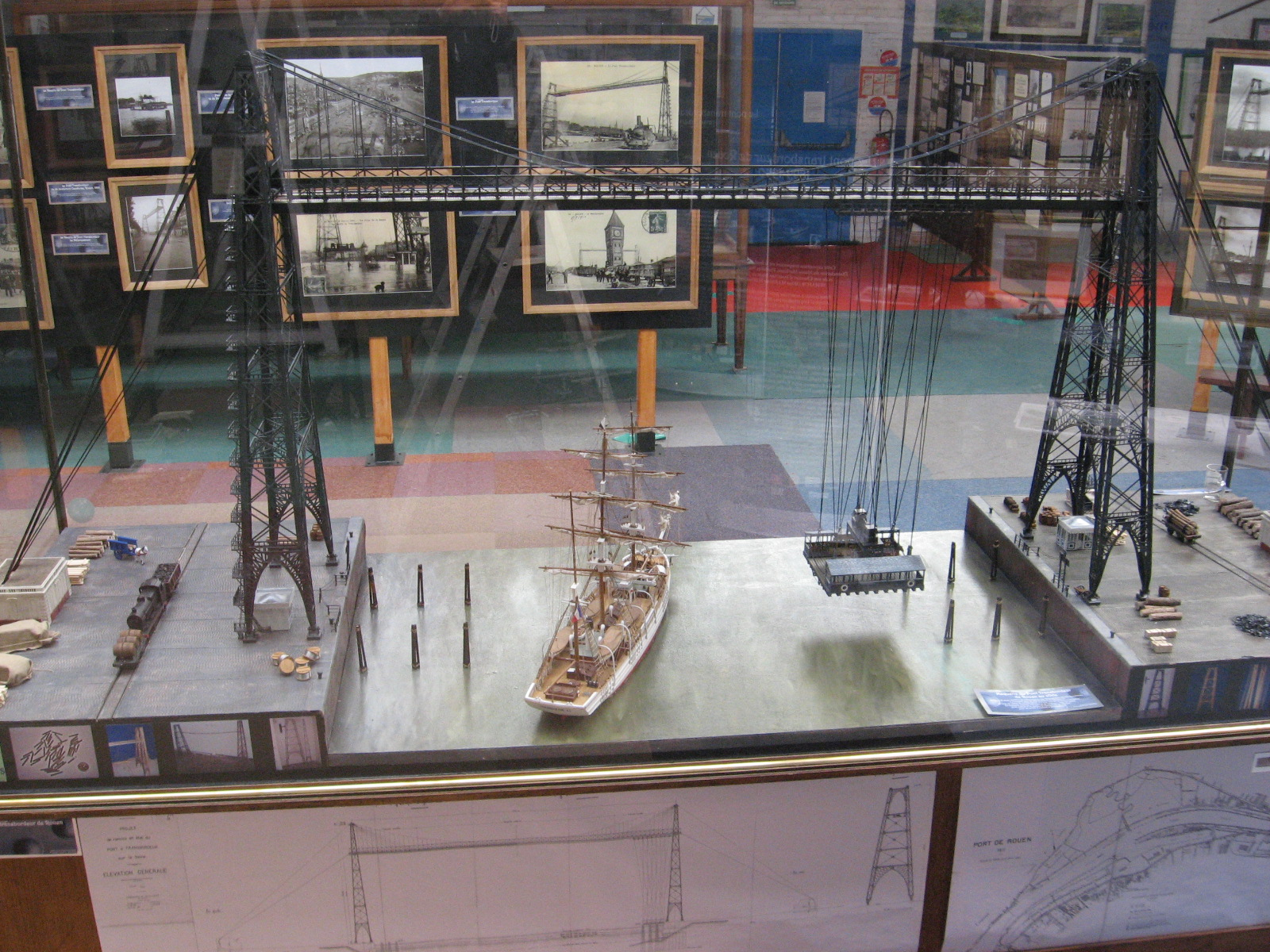
Maqueta del puente transbordador de Ruan
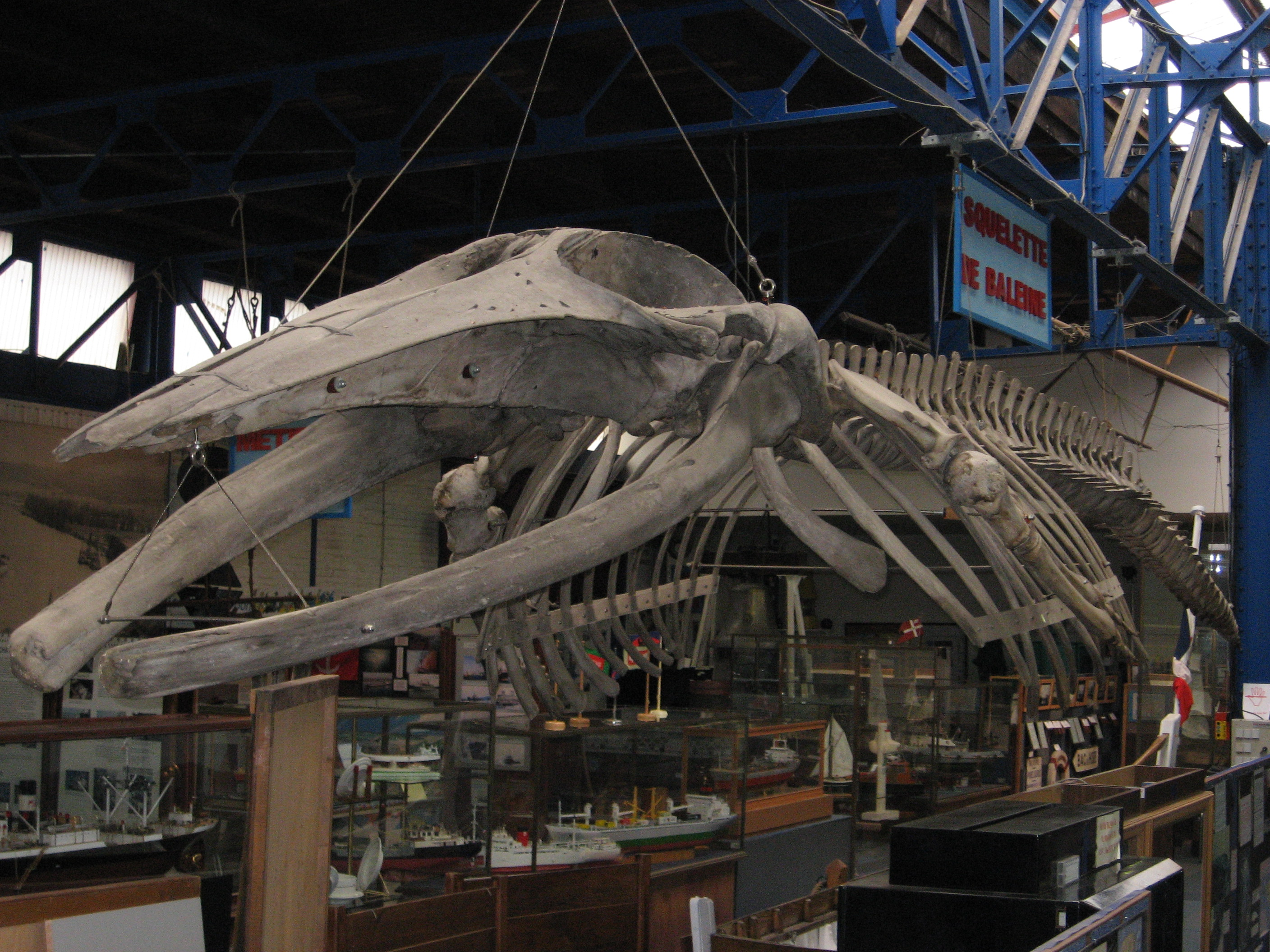
Esqueleto de balaenoptera physalus
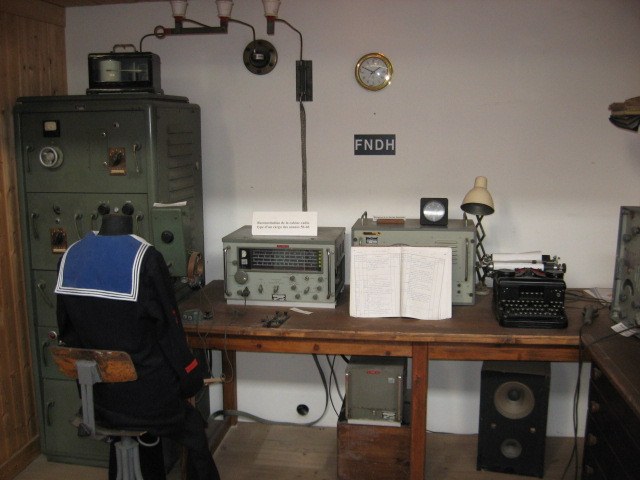
Reproducción de la camarote de radio de una nave de los años 60
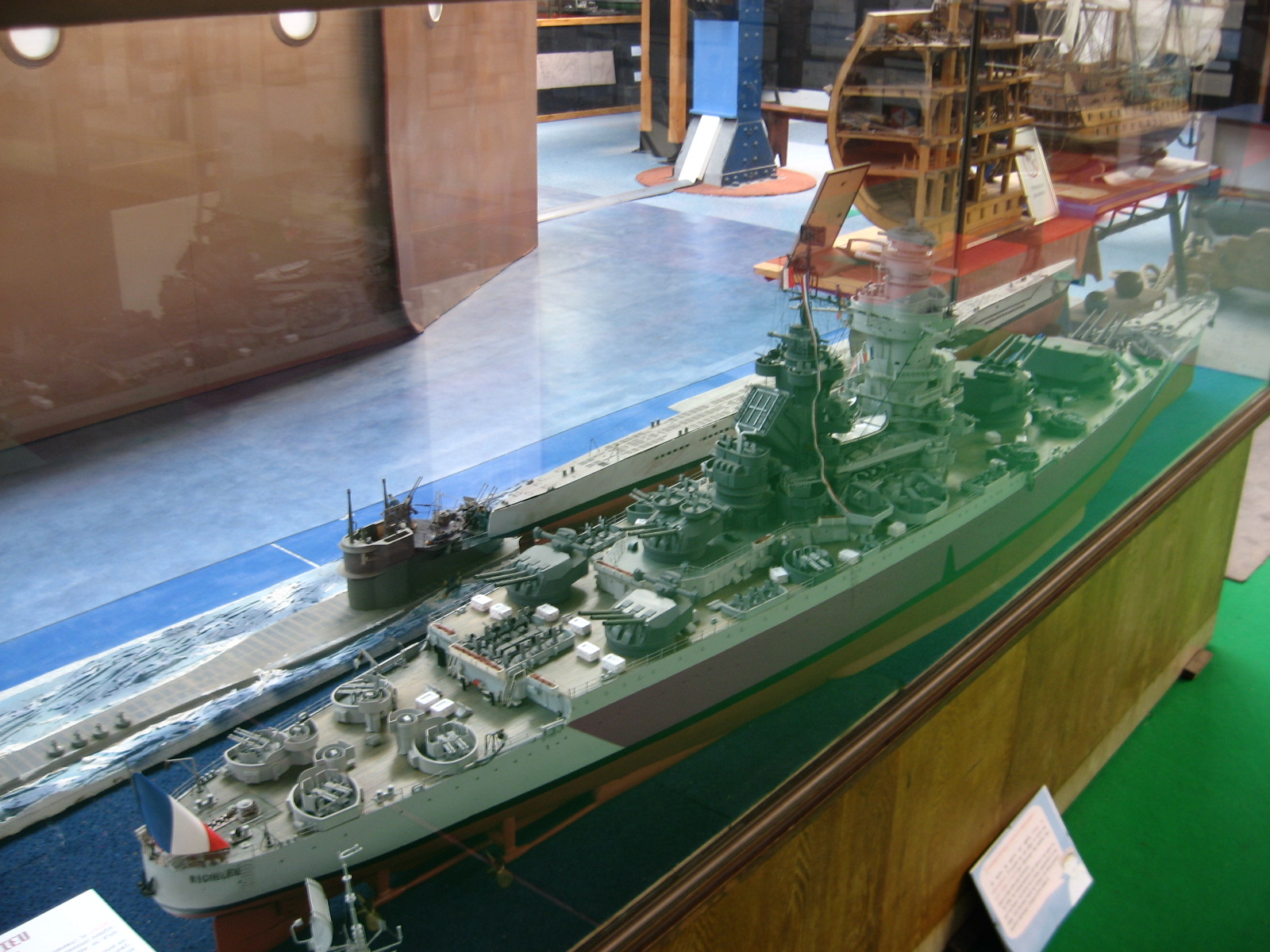
Maqueta del acorazado Richelieu
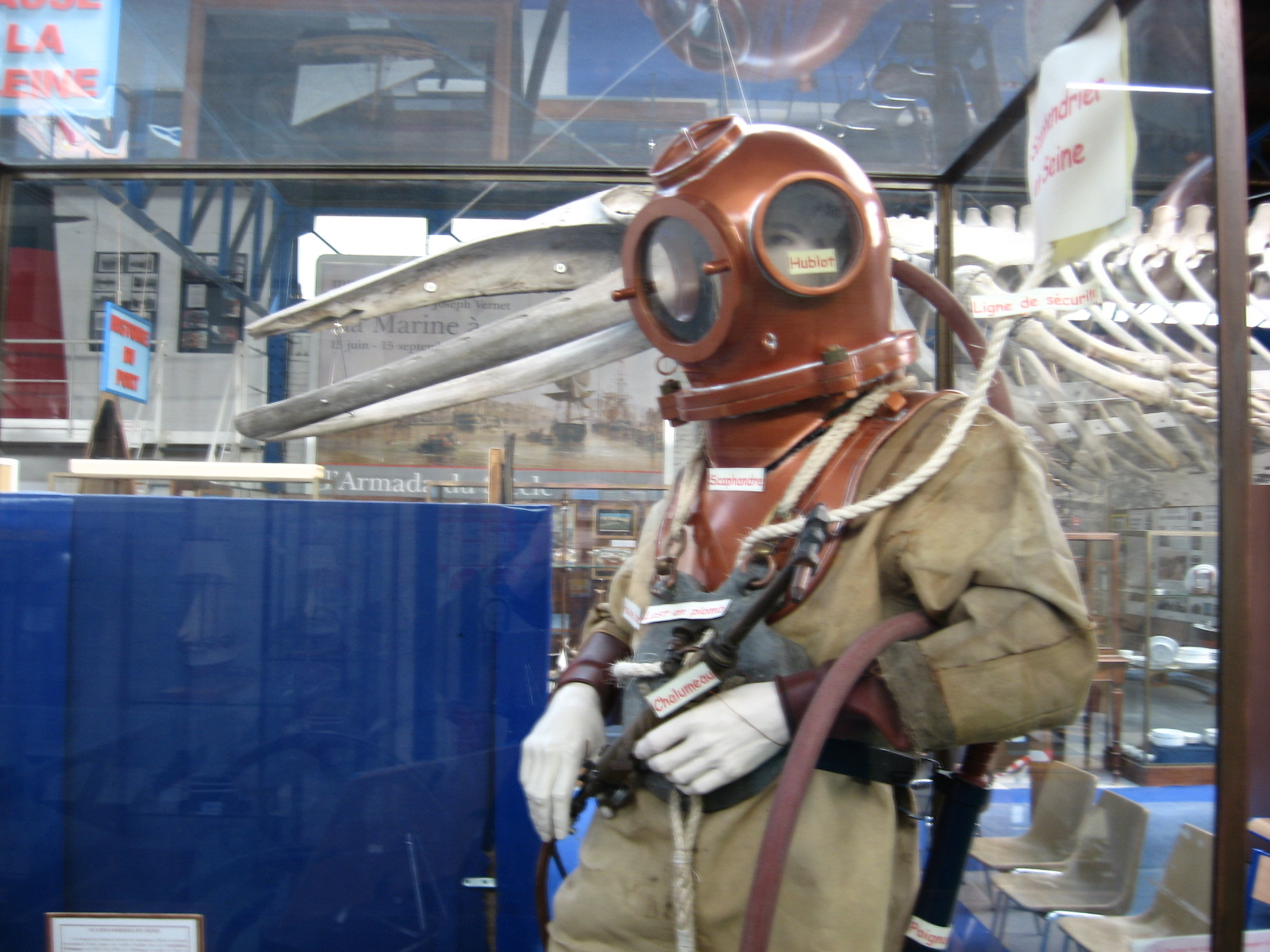
Buzo

## El lugar

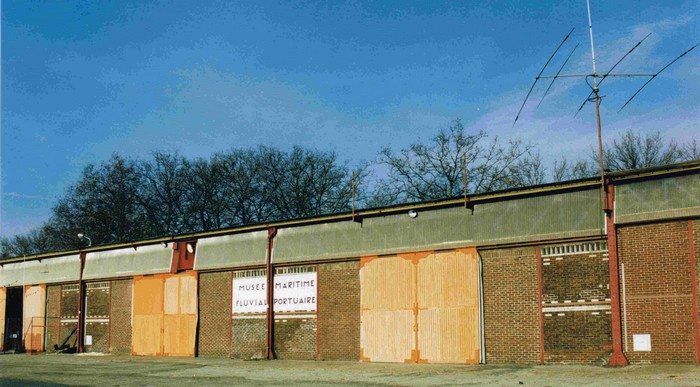
El Hangar 13 donde está el museo.

El museo está en un antiguo hangar del puerto, no muy lejos del nuevo puente Gustave Flaubert. Este hangar, el hangar 13, fue construido en 1926, tenía el nombre de hangar M hasta 1966 y la creación del Port autonome de Rouen.
Fue utilizado por la compañía Schiaffino, que se ocupaba de enlaces con África del Norte, hasta los años 70. Fue utilizado en primer lugar para depositar vino, y después de la construcción de un hangar para el vino, se diversificó a otros productos.
Durante los años 70, muchas compañías utilizaron el hangar hasta 1984, donde el hangar se quedó en desuso porque no era el más apropriado para el puerto pues su capacidad era demasiado baja.